# Nancy Meendering
Nancy Jean Meendering, coniugata Metcalf (Sioux Center, 12 novembre 1978), è un'ex pallavolista statunitense, nel ruolo di opposto.

## Carriera
La carriera di Nancy Meendering, meglio conosciuta come Nancy Metcalf, inizia nel 1997 tra le file dell'University of Nebraska-Lincoln. Nel 2000 viene convocata per la prima volta in nazionale, saltando la stagione in cui la University of Nebraska-Lincoln vince la NCAA Division I. Terminata l'università inizia la sua carriera da professionista a Porto Rico, dove resta per due anni nella squadra delle Indias de Mayagüez, ricevendo diversi premi individuali. Con la nazionale nel 2002 disputa il campionato mondiale, dove vince la medaglia d'argento, e nel 2003 vince la medaglia di bronzo al World Grand Prix, la medaglia d'oro al campionato nordamericano e la medaglia di bronzo alla Coppa del Mondo.
Nella stagione 2003-04 fa la sua prima esperienza in Europa, giocando per la Pallavolo Sirio Perugia, squadra italiana di serie A1. Al termine della stagione italiana, con la nazionale, vince nuovamente la medaglia di bronzo al World Grand Prix 2004. Nel 2005 ritorna nuovamente nelle Indias de Mayagüez e nello stesso anno, con la squadra nazionale, vince il campionato nordamericano, dove viene anche premiata come MVP e vince la medaglia d'argento alla Grand Champions Cup. Nella stagione 2005-06 viene ingaggiata dalla Start Volley Arzano, ma i problemi economici del club la costringono a cambiare squadra a metà stagione e si trasferisce così all'Eczacıbaşı Spor Kulübü, con cui si aggiudica il campionato turco.
La stagione successiva è nel campionato spagnolo, tra le file del Club Atlético Voleibol Murcia 2005: vince Supercoppa spagnola, Coppa della Regina, Top Teams Cup e campionato spagnolo. Nel 2007 fa ritorno all'Eczacıbaşı Spor Kulübü, con cui si aggiudica nuovamente il campionato e la Coppa di Turchia. Dopo due stagioni in Turchia, va a giocare nel Minas Tênis Clube, militante nel campionato brasiliano.
Nel 2010, viene ingiaggiata dalle Criollas de Caguas e, una volta terminato il campionato portoricano, dal Lokomotiv Bakı Voleybol Klubu, squadra militante nella Superliqa azera, con il quale vince la Challenge Cup 2011-12. Con la nazionale nel 2011 vince campionato nordamericano, mentre nel 2012 si aggiudica il World Grand Prix e la Coppa panamericana, dove veste per l'ultima volta la maglia della nazionale statunitense. Nella stagione 2012-13 passa all'İqtisadçı Voleybol Klubu, mentre in quella successiva gioca nella V.Challenge League con le Ageo Medics.

## Palmarès

### Club
- Campionato turco: 2

2005-06, 2007-08
- Campionato spagnolo: 1

2006-07
- Coppa della Regina: 1

2006-07
- Coppa di Turchia: 1

2008-09
- Supercoppa spagnola: 1

2006
- Top Teams Cup: 1

2006-07
- Challenge Cup: 1

2011-12

### Nazionale (competizioni minori)
- Coppa panamericana 2003
- Montreux Volley Masters 2004
- Coppa panamericana 2004
- Final Four Cup 2009
- Coppa panamericana 2010
- Coppa panamericana 2011
- Coppa panamericana 2012

### Premi individuali
- 2002 - Liga de Voleibol Superior Femenino: MVP
- 2002 - Liga de Voleibol Superior Femenino: Miglior realizzatrice
- 2002 - Liga de Voleibol Superior Femenino: Miglior schiacciatrice
- 2003 - Liga de Voleibol Superior Femenino: Miglior realizzatrice
- 2003 - Liga de Voleibol Superior Femenino: Miglior schiacciatrice
- 2005 - Campionato nordamericano: MVP
- 2005 - Coppa panamericana: Miglior realizzatrice
- 2009 - Campionato nordamericano: Miglior schiacciatrice
- 2012 - Challenge Cup: MVP
- 2012 - Superliqa: Miglior realizzatrice